# Atripalda
Atripalda ist eine italienische Gemeinde mit 10.344 Einwohnern (Stand 31. Dezember 2023) in der Provinz Avellino in der Region Kampanien.

## Geografie
Die Nachbargemeinden sind Aiello del Sabato, Avellino, Cesinali, Manocalzati, San Potito Ultra, Santo Stefano del Sole und Sorbo Serpico.

## Söhne und Töchter der Stadt
- Luigi Barbarito (1922–2017), italienischer Bischof und Vatikandiplomat
- Antonio Cassese (1937–2011), italienischer Jurist, internationaler Strafrechtler und Völkerrechtler
- Alfonso Perugini (* 1988), italienischer Schauspieler, Drehbuchautor und Regisseur